# Chelidonium semivenereum
Chelidonium semivenereum là một loài bọ cánh cứng trong họ Cerambycidae.